# The Honey Drippers
The Honey Drippers foi uma banda de soul e funk estadunidense, conhecida internacionalmente pelo hit "Impeach the President", de 1973.
Tal canção foi uma das mais sampleadas da história, por artistas como The Notorious B.I.G., Kris Kross, Janet Jackson, Shaggy, Nas, Dr. Dre, N.W.A., DJ Jazzy Jeff e Jazmine Sullivan.